# Грищенко Олександр Олександрович
Олександр Олександрович Грищенко — український військовослужбовець, старший лейтенант Національної гвардії України, учасник російсько-української війни. Кавалер ордена «За мужність» III ступеня (2022, посмертно).

## Життєпис
Народився 5 лютого 1998 року в місті Миколаїв. Навчався в Миколаївському ліцеї.
2015 року вступив до Житомирського військового інституту імені С. П. Корольова, 2020 року закінчив його (з відзнакою та золотою медаллю), проходив подальшу військову службу в Об'єднаному центрі зв'язку Національної гвардії України.
Учасник АТО/ООС, на час повномасштабного російського вторгнення обіймав посаду заступника начальника центру спеціального зв'язку стаціонарного вузла зв'язку.
Загинув під час передислокації в район санаторія «Лісовий» (м. Дніпро), дістав поранення, несумісні з життям. 
Похований 1 березня 2022 в місті Миколаєві на Миколаївському міському цвинтарі.

## Родина
У Олександра залишилися батьки та сестра.

## Нагороди
- орден «За мужність» III ступеня (28 лютого 2022, посмертно) — за особисту мужність і самовіддані дії, виявлені у захисті державного суверенітету та територіальної цілісності України, вірність військовій присязі[1].